# Багачеве
Багачеве (з 1949 до 2024 року — Ватутіне) — місто в Україні, у Звенигородському районі Черкаської області. До 2020 року було містом обласного значення. Розташоване за 12 км на південь від районного центру та за 86 км на південний захід від обласного центру. Населення — близько 20 тисяч осіб (2025).
З 2020 року є адміністративним центром територіальної громади, до якої належать села Стецівка, Чичиркозівка та Юрківка.

## Назва
Місто названо на честь радянського полководця часів Другої світової війни, героя Радянського Союзу Миколи Федоровича Ватутіна, війська якого відвоювали Звенигородський район у німецьких військ у 1944 році, завершивши Корсунь-Шевченківську військову операцію. Добровільно вступивши до лав Червоної армії в 1920 році, він брав активну участь у знищенні армії Нестора Махна, який зумів створити сильну селянську армію, що боролася за свободу українського селянства.
Після знищення Махнових повстанців, він брав активну участь у війні проти залишків армії УНР, повстанців Холодного Яру, доля яких також склалася трагічно. Однак найбільше Ватутін «прославився» під час Другої світової війни. Його невміле, а інколи просто вбивче керівництво військами, а він командував у тому числі й фронтами, призводило до величезних втрат серед особового складу.

## Історія
Місто засноване в 1947 через розробку Юрківського буровугільного родовища поблизу села Юрківка, з метою розв'язання проблеми забезпечення населення місцевим побутовим паливом замість соломи та привезеного з Донбасу кам'яного вугілля у післявоєнний час. Саме тому місто протягом майже 50 років називали «шахтарським».
Технічною базою було трофейне устаткування, вивезене з Німеччини. Комплекс складався з унікального відвального моста з вбудованим роторним екскаватором, екскаваторів видобутку, ТЕЦ і фабрики брикета. Виходи буровугільного родовища відпрацьовувалися як відкритим, так і підземним способом. Для будівництва міста був побудований цегляний завод і деревообробний комбінат.
19 квітня 1949 року територію робітничого поселення, яке називали «Шахтинським» перетворено в селище міського типу і надано назву Ватутіне.
У травні 1952 року селище Ватутіне віднесене до категорії міст районного підпорядкування.
26 червня 1992 року місто отримало статус міста обласного підпорядкування.
1970 року в результаті невдалої реконструкції відвального моста (подовження роторної стріли) і варварської експлуатації (в зимовий час не був залитий спирт в систему гідроопор моста) металоконструкція завдовжки 300 метрів звалилася. Оскільки до того часу основні запаси вугілля були вичерпані, повільне, але невідворотне згасання комплексу стало неминучим. У подальші роки видобуток проводився невеликими шахтами, і до початку 90-х років вугільний комплекс був закритий.
Впродовж майже шістдесяти років місто поступово розширялося, охоплюючи новими вулицями і площами все більшу територію рівної чорноземної ділянки між селами Юрківка і Скаливатка.
Згідно з розпорядженням міського голови від 16.02.2016 №  21/04-02 «Про перейменування та присвоєння імен об'єктам прав власності територіальної громади міста Ватутіне та села Скаливатка» в рамках декомунізації змінено назви вулиць, провулків та площ міста:
| №  | Попередня назва      | Нова назва               |
| 1  | Вул. Артема          | Вул. Дружня              |
| 2  | Вул. Дзержинського   | Вул. Свято-Успенська     |
| 3  | Вул. Калініна        | Вул. Зоряна              |
| 4  | Вул. Кірова          | Вул. Євгена Іванченка    |
| 5  | Вул. Комінтерну      | Вул. Героїв-чорнобильців |
| 6  | Вул. Куйбишева       | Вул. Шовковична          |
| 7  | Вул. Леніна          | Вул. Захисників України  |
| 8  | Вул. Орджонікідзе    | Вул. Сонячна             |
| 9  | Вул. Щорса           | Вул. Виноградна          |
| 10 | Вул. Піонерська      | Вул. Літня               |
| 11 | Вул. Свердлова       | Вул. Госпітальна         |
| 12 | Вул. С. Лазо         | Вул. Покровська          |
| 13 | Вул. Фрунзе          | Вул. Козацька            |
| 14 | Вул. Радянська       | Вул. Першобудівників     |
| 15 | Вул. Пархоменка      | Вул. Сервісна            |
| 16 | Вул. Карла Маркса    | Вул. Березова            |
| 17 | Вул. Енгельса        | Вул. Радісна             |
| 18 | Вул. Дімітрова       | Вул. Джерельна           |
| 19 | Вул. Рози Люксембург | Вул. Храмова             |
| 20 | Вул. Крупської       | Вул. Спаська             |
| 21 | Вул. Клари Цеткін    | Вул. Європейська         |
| 22 | Вул. Будьоного       | Вул. Осіння              |
| 23 | Вул. Чапаєва         | Вул. Горіхова            |
| 24 | Вул. Котовського     | Вул. Народна             |
| 25 | Вул. Комсомольська   | Вул. Преображенська      |
| 26 | Пров. Урицького      | Пров. Фруктовий          |
| 27 | Пров. Ярославський   | Пров. Затишний           |
| 28 | Площа Леніна         | Площа Соборності         |

3 жовтня 2022 року на засіданні сесії Ватутінської міської ради було ухвалено рішення про перейменування низки вулиць і провулків територіальної громади.
м. Багачеве: проспект Ватутіна — проспект Незалежності;
вулиця Гагаріна — вулиця Сікорського;
вулиця Гайдара — вулиця Скоропадського;
вулиця Герцена — вулиця Остапа Вишні;
вулиця Глінки — вулиця Тодося Осмачки;
вулиця Грибоєдова — вулиця Варшавська;
вулиця Добролюбова — вулиця Устима Кармелюка;
вулиця Крилова — вулиця Богдана Мороза;
вулиця Кутузова — вулиця Небесної Сотні;
вулиця Ломоносова — вулиця Січова;
вулиця Маяковського — вулиця Одеська;
вулиці Мічуріна — вулиця Левада;
вулиця Некрасова — вулиця Володимира Сосюри;
вулиця Нахімова — вулиця Трипільська;
вулиця Островського — вул. Шахтинська;
вулиця Павлова — вулиця Злагоди;
вулиця Пірогова — вулиця Миколи Гамалія;
вулиця Пугачова — вулиця Уманська;
вулиця Пушкіна — вулиця Леонтовича;
вулиця Суворова — вулиця Василя Симоненка;
вулиця Тургенєва — Василя Стуса;
вулиця Тімірязєва — вулиця Холодноярська;
вулиця Толстого — вулиця В'ячеслава Чорновола;
вулиця Ушакова — вулиця Леся Курбаса;
вулиця Ціолковського — Романа Шухевича;
вулиця Чайковського — вулиця Михайла Грушевського;
вулиця Чернишевського — вулиця Волонтерська;
вулиця Чехова — вулиця Олександра Довженка;
вулиця Чкалова — вулиця Скіфська;
вулиця Щедріна — вулиця Григора Тютюнника;
провулок Дніпропетровський — провулок Святковий;
провулок Донський — провулок Тінистий;
провулок Матросова — провулок Миколи Хвильового;
провулок Глєбова — провулок Кобзаревий.
с. Скаливатка
вулиця Комарова — вулиця Агатангела Кримського;
вулиця Лермонтова — вулиця Чумацька;
вулиця Тітова — вулиця Гайдамацька;
вулиця Мічуріна — вулиця Квітки Цісик;
вулиця Чернишевського — вулиця Кам'яниста;
провулок Мічуріна — провулок Добродійний;
провулок Чернишевського — провулок Козацький;
провулок Тітова — провулок Набережний.
с. Стецівка
вулиця Ватутіна — вулиця Польова;
вулиця Гагаріна — вулиця Київська;
вулиця Горького — вулиця Козацька;
вулиця Малиновського — вулиця Молодіжна;
вулиця Пушкіна — вулиця Перемоги.
с. Чичиркозівка
вулиця Ватутіна — вулиця Трипільська;
вулиця Гагаріна — вулиця Затишна.
с. Юрківка
вулиця Ватутінська — вулиця Рибальська;
вулиця Добролюбова — вулиця Івана Котляревського;
вулиця Гагаріна — вулиця Патріотів;
вулиця Крилова — вулиця Олександра Довженка;
вулиця Тітова — вулиця Єдності;
вулиця Чайковського — вулиця Софії Терещенко;
вулиця Шолохова — вулиця Джерельна;
провулок Шолохова — Провулок Лісовий.

3 квітня 2024 року Комітет Верховної Ради України з питань організації державної влади, місцевого самоврядування, регіонального розвитку та містобудування підтримав перейменування міста на Багачеве. 19 вересня 2024 року Верховна Рада підтримала перейменування Ватутіного на Багачеве. А 26 вересня постанова набула чинности.

## Населення

### Чисельність
Згідно з переписом УРСР 1989 року чисельність наявного населення міста становила 20 362 особи, з яких 9 400 чоловіків та 10 962 жінки.
За переписом населення України 2001 року в місті мешкало 20 156, з них 9 252 чоловіки та 10 904 жінки.

### Національний склад
Розподіл населення за національністю за даними перепису 2001 року:
| Національність  | Відсоток |
| --------------- | -------- |
| українці        | 91,79 %  |
| росіяни         | 7,31 %   |
| білоруси        | 0,27 %   |
| інші/не вказали | 0,63 %   |

### Мовний склад
Рідна мова населення за даними перепису 2001 року:
| Мова            | Чисельність, осіб | Відсоток |
| --------------- | ----------------- | -------- |
| Українська      | 18 362            | 91,69 %  |
| Російська       | 1 594             | 7,96 %   |
| Білоруська      | 23                | 0,11 %   |
| Інші/Не вказали | 48                | 0,24 %   |
| Разом           | 20 027            | 100 %    |

## Промисловість
Місто представлено такими підприємствами у промисловості:
харчова:
- ПАТ «Ватутінський м'ясокомбінат»

чорна металургія:
- ПАТ «Ватутінський комбінат вогнетривів».

деревообробна:
- ТОВ «Гален-1».

приладобудівна, машинобудівна, металообробна:
- ПрАТ «Ватутінський ремонтно-механічний завод».

виробництво будівельних матеріалів:
- ТОВ «Ватутінський комбінат будівельних матеріалів» (виробництво цегли).

В місті, станом на 17.11.2016 року, 110 магазинів, 20 кіосків, 8 підприємств громадського харчування та барів-кафетеріїв, 12 закладів побутового обслуговування, 16 аптечних закладів.

### Житловий фонд міста
Станом на 17 листопада 2016 року в місті: 180 багатоповерхових будинків, з них 48 — 5-ти поверхові і більше. 115 багатоповерхових будинків обладнані центральним опаленням та централізованим водопостачанням та водовідведенням.

## Транспорт
Через Ватутіне проходить один з напрямків Одеської залізниці Цвіткове — Христинівка. В самому місті є залізнична станція Багачеве (з вокзалом і касою) та зупинний пункт Шахта у східній околиці міста (на ній зупиняються лише приміські поїзди).
Від станції Багачеве відходить гілка на Дашуківку через Лисянку. Вона повинна була мати вихід на Козятин через Жашків, але через війну добудувати свого часу не встигли.
З міської автостанції курсують внутрішньообласні та міжобласні автобуси. По місту курсує єдиний автобусний маршрут від вулиці Ювілейної до селища Аварійне (ТЕЦ).
В місті 52,8 кілометра доріг з твердим покриттям та 7,1 кілометра — із ґрунтовим покриттям.

## Освіта
Освіта у Багачевому представлена закладами дошкільної та загальної середньої (шкільної) освіти.
Освітою в межах міста обласного підпорядкування керує Відділ освіти Багачевської міської ради.
Управлінню підпорядковуються 4 дитячих садочки та 4 ліцеї (комунальні заклади загальної середньої освіти).

## Спорт
В радянський період у футболі містечко на обласній арені представляв ФК «Шахтар», який ставав володарем Кубка області в 1962, 1964, 1966 роках та чемпіоном Черкаської області в 1959, 1961, 1963 роках.
З 2001 року в місті базується футбольний клуб «Ретро», міжнародний дитячо-юнацький турнір «Кубок Ретро», організатором якого виступає саме клуб і який традиційно проводиться з 2003 року, відомий за межами України. За роки проведення турніру, його учасниками були близько 450 команд із України, Угорщини, Росії, Білорусі, Латвії та інших держав.
Доросла команда «Ретро» з 2012 року виступає в Аматорській футбольній лізі.

## Міський парк
Міський парк Багачевого належить до природно-заповідного фонду України і визнаний парком-пам'яткою садово-паркового мистецтва. Оголошений об'єктом ПЗФ рішенням Черкаської обласної ради від 27 червня 1972 року № 367. Площа 31,88 га.
Міський парк — місце масового відпочинку й культурних заходів населення, резерват цінних порід дерев і кущів, трав'янистих рослин.
В парку є широкі алеї, місця масових гулянь, естрада, спортивні та розважальні майданчики.
Закладали парк перші будівничі шахтарського міста. Після роботи, у вихідні дні вони розбивали алеї, газони і квітники, садили дерева і декоративні кущі. Спершу в парку висаджували тополі, клени, ясени, білу акацію. Згодом парк поповнився цінними породами дерев: дубом, березою, каштаном, липою, горобиною, кленами канадским, гостролистим.

## Відомі люди
- Іванченко Євген Миколайович — старшина 2-ї статті Збройних сил України, учасник російсько-української війни 2014—2017.
- Микола Григорович Маломуж — український військовик, колишній Голова Служби зовнішньої розвідки України, генерал армії України, радник Президента України (11 жовтня 2010 — 24 лютого 2014).
- Гриценко Анатолій Степанович (25 жовтня 1957, село Багачівка, Звенигородський район, Черкаська область, Українська РСР) — український політик і військовий діяч, міністр оборони України (2005–2007), народний депутат України VI і VII скликань, голова Комітету Верховної Ради України з питань національної безпеки і оборони (VI скликання), голова «Громадянської позиції». Полковник запасу. Кандидат технічних наук (1984).